# Siphona rubrapex
Siphona rubrapex là một loài ruồi trong họ Tachinidae.